# Luftangriff auf Bebra am 4. Dezember 1944
Der Luftangriff der USAAF auf die nordhessische Kleinstadt Bebra am 4. Dezember 1944 war der erste und einzige Luftangriff auf diesen Ort im Zweiten Weltkrieg. Das Hauptziel des Angriffs war der Rangierbahnhof Bebra, über den ein Großteil des deutschen Nachschubs abgewickelt wurde.

## Angriff

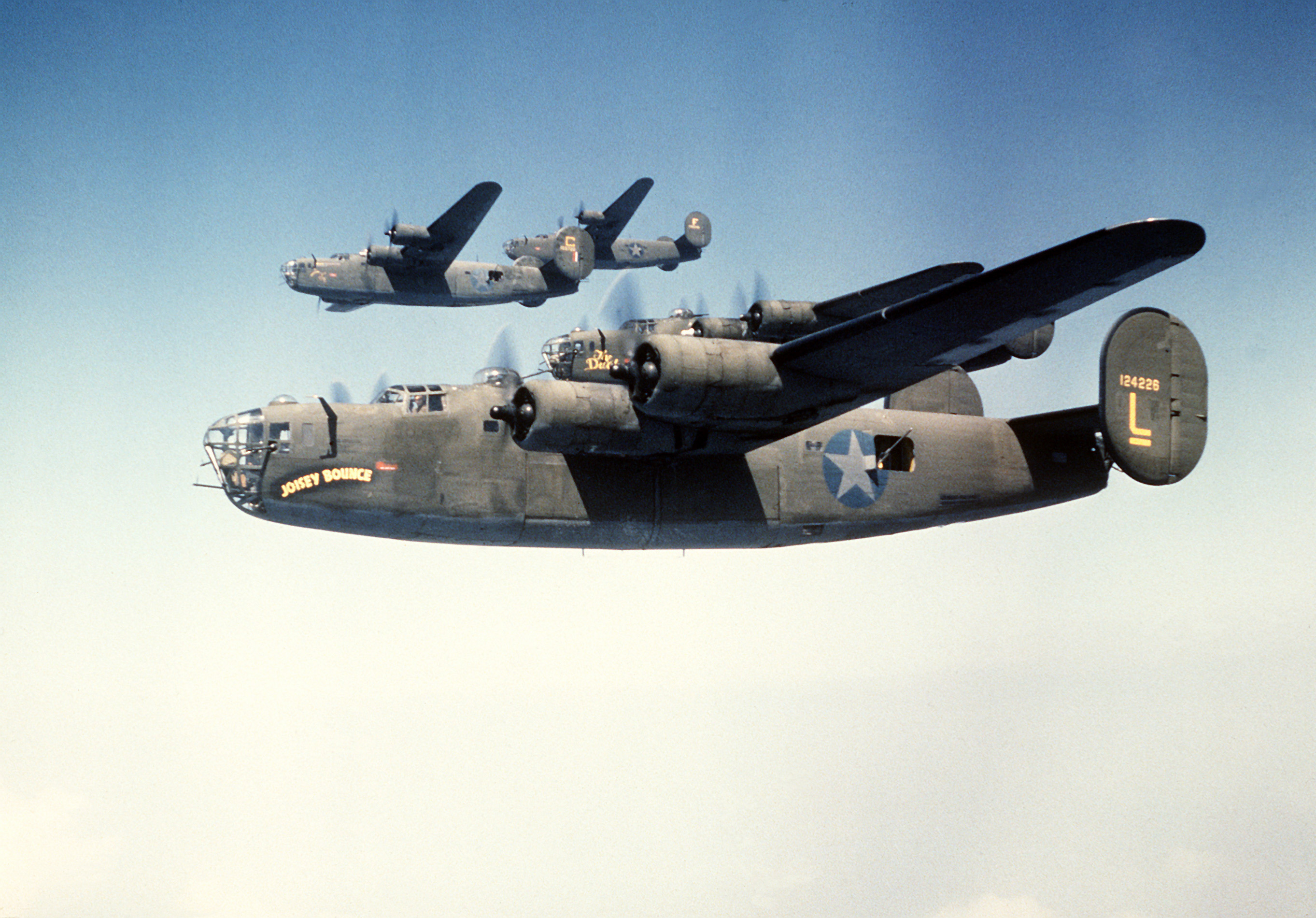
Amerikanische B-24-Bomber „Liberator“

Insgesamt hatten sich an diesem Tag 299 B-24-Bomber der 8. US-Luftflotte USAAF auf den Weg nach Bebra gemacht. Etwa 100 der Bomber mussten den Anflug abbrechen. Die restlichen 199 Bomber warfen von 12:43 Uhr bis 12:56 Uhr 1863 Spreng- und 39.160 Stabbrandbomben sowie Flugblätter auf Bebra ab. Nach der Einsatzplanung hätten auf Bebra 2786 Spreng- und 58.410 Stabbrandbomben fallen sollen. Der Angriff erfolgte bei nebelig trübem Wetter und geschlossener Wolkendecke, sodass viele Bomber ihr Ziel verfehlten und zahlreiche Bomben in den nahen Fuldaauen einschlugen.
Der Angriff auf Bebra erfolgte von Osten nach Westen und dauerte insgesamt nur 13 Minuten. Dabei wurden Strom- und Wasserleitungen sowie die Telekommunikationseinrichtungen sofort zerstört.
Der Zielanflug begann über dem thüringischen Dorf Dippach und endete kurz hinter Bebra. Der Bahnhof Bebra ist einschließlich der Umgehungsbahn und der Umladehalle ungefähr fünf Kilometer lang. Innerhalb dieses Bombenteppichs von etwa 30 km Länge wurden 2000 Fünfzentnerbomben und etliche Stabbrandbomben abgeworfen.
Auf die Stadt, den Bahnhof und die Gemarkung Bebra wurden etwa 500 Fünfzentnerbomben und etliche Luftminen abgeworfen. Davon fielen auf das Stadtgebiet 216, auf das Bahngelände 24 und in die freie Gemarkung 260 Bomben. In das nordöstlich des Bahnhofs gelegene Wohngebiet fielen unzählige Stabbrandbomben. In das Stadt- und Bahngebiet fielen rund 50 Blindgänger, bzw. Zeitzünder, von denen innerhalb der ersten 24 Stunden noch 21 explodierten. Personenschäden gab es hierdurch zum Glück nicht mehr, man hatte die anliegenden Häuser schon evakuiert.

## Opfer
Innerhalb dieses Bombenteppichs gab es 83 Tote. In Bebra wurden 64 Personen getötet, darunter 10 Wehrmachtsoldaten, ein italienischer Zivilarbeiter und zwei Kriegsgefangene.

## Schäden
Es wurden bei dem Angriff drei Kirchen, etwa 40 Wohnhäuser, eine Schule und zehn Scheunen total zerstört. Leichte Beschädigungen erlitten etwa 400 Wohnhäuser. Im Bahnhof Bebra wurden 19 Gleise unterbrochen. Die Eilguthalle brannte zu 4/5 aus. Hierdurch wurde ein mit Munition beladener gemischter Güterzug in Mitleidenschaft gezogen, der völlig ausbrannte und explodierte. Die Lokwerkstatt wurde zu 50 % beschädigt, zwei Lokschuppen zu je 1/8.